# Хабахпашев, Алексей Георгиевич
Алексей Георгиевич Хабахпашев (20 октября 1920 года, Краснодар — 28 мая 2006 года, Новосибирск) — российский физик, заслуженный деятель науки РСФСР (1991).

## Биография
Родился в Краснодаре. По национальности — армянин.

## Великая Отечественная война
В 1939—1946 гг. служил в РККА. Призван Краснопресненским РВК г.Москвы (по другим данным - Краснодарским РВК г.Краснодара). Участник Великой Отечественной войны с 24 июня 1941 года до последнего дня (последняя должность — начальник штаба разведывательно-артиллерийского дивизиона, звание — капитан).Воевал на Южном, Юго-Западном, Сталинградском, Донском, Степном, Воронежском, 1-м и 2-м Украинских фронтах.
Приказом ВС 57-й армии Южного фронта №: 128/н от: 05.12.1942 начальник пункта обработки взвода звукоразведки 838-го ОРАД лейтенант Хабахпашев награжден орденом Красной Звезды за бои под Сталинградом.
Приказом ВС 7-й гвардейской армии №: 22/н от: 01.11.1943 года командир звукобатареи 838-го ОРАД старший лейтенант Хабахпашев награжден орденом Отечественной войны 1-й степени (был представлен к ордену Красного Знамени) за засечение и подавление большого количества вражеских батарей во время битвы за Сталинград.
Приказом ВС 6-й гвардейской армии №: 23/н от: 27.09.1944 года командир батареи звукометрической разведки разведдивизиона 155-й армейской артиллерийско-пушечной бригады капитан Хабахпашев награжден орденом Отечественной войны 2-й степени за засечение 37 артбатарей противника.
Приказом ВС 5-й гвардейской армии 1-го Украинского фронта №: 41/н от: 17.05.1945 года начальник штаба разведдивизиона 155-й армейской арт-пушечной Краснознаменной Суворова 2-й степени Новороссийско-Севастопольской бригады капитан Хабахпашев награжден орденом Красного Знамени за форсирование р.Одер.
Приказом ВС 5-й гвардейской армии 1-го Украинского фронта №: 25/н от: 13.06.1945 года начальник штаба разведдивизиона 155-й армейской арт-пушечной Краснознаменной Суворова 2-й степени Новороссийско-Севастопольской бригады капитан Хабахпашев награжден орденом Отечественной войны 2-й степени (представлялся к ордену Александра Невского) за определение местоположения свыше 500 целей и последующие их уничтожение.
Член ВКП(б) с 1944 года.

## После войны
Был студентом Московского энергетического института с сентября по ноябрь 1939 года и с 1946 по 1951 годы, а с 1951 по 1952 годы Московского механического института (ныне Национальный исследовательский ядерный университет «МИФИ»).
С 1960 года научный сотрудник Института ядерной физики СО АН СССР (Новосибирск), зав. лабораторией.
В 1969 году при его участии впервые в мире получен процесс двухфотонного рождения электрон-позитронных пар.
С середины 1970-х годов лаборатория, которую возглавлял А.Г. Хабахпашев, занималась разработкой, созданием и применением в различных смежных областях науки и техники пропорциональных и ионизационных камер для регистрации рентгеновского излучения.
Доктор физико-математических наук (1971). Профессор, преподавал в Новосибирском государственном университете.
Умер 28 мая 2006 года. Похоронен на Южном кладбище Новосибирска.

## Награды
Заслуженный деятель науки РСФСР (1991).
Награждён орденами Красного Знамени (1945), Отечественной войны I степени (1943), Отечественной войны II степени (1944, 1945, 1985), Красной Звезды (1942), «Знак Почёта» (1967), «Дружбы народов» (1981); медалями «За оборону Сталинграда»(12.1942), «За освобождение Праги» и др.

## Публикации
- Хабахпашев А.Г. Исследование фи-мезонного резонанса на встречных электрон-позитронных пучках: Автореф. дис. д-ра физ.-мат. Наук / Хабахпашев А. Г. — Новосибирск, 1971. — 22 с.
- Хабахпашев А.Г. Многоканальные детекторы рентгеновского излучения // Природа. 1980. № 1. С. 30–37.
- Babichev E.A., Baru S.E., Khabakhpashev A.G., Kolachev G.M., Neustroev V.V., Pestov Yu.N., Ponomarev O.A., Savinov G.M., Shekhtman L.I., Martinez-Davalos A., Speller R.D., Miller D.J. High pressure multiwire proportional and gas microstrip chambers for medical radiology // Nucl. Instr. and Meth. in Phys. Research Sec. A. 1995. V. 360, No. 1–2. P. 271–276.